# Megáli Gótista
Megáli Gótista (Megali Gotista) är en ort i Grekland.   Den ligger i prefekturen Nomós Ioannínon och regionen Epirus, i den centrala delen av landet, 300 km nordväst om huvudstaden Aten. Megáli Gótista ligger 877 meter över havet och antalet invånare är 166.
Terrängen runt Megáli Gótista är kuperad västerut, men österut är den bergig.Runt Megáli Gótista är det ganska glesbefolkat, med 36 invånare per kvadratkilometer. Närmaste större samhälle är Ioánnina, 16,4 km väster om Megáli Gótista. Omgivningarna runt Megáli Gótista är en mosaik av jordbruksmark och naturlig växtlighet.